# Obsidiaan
Obsidiaan is een natuurlijk voorkomend vulkanisch glas, een verglaasd gesteente (snel gestolde lava): een mengsel dat vooral bestaat uit siliciumdioxide (SiO2, tot 70%-75%) en flinke hoeveelheden magnesium- en ijzer-zouten (zoals MgO en Fe3O4).
De benaming obsidiaan is afgeleid van Obsius, de naam van de Romein die in de oudheid een op obsidiaan lijkende steen zou hebben gevonden in Ethiopië.
Obsidiaan ontstaat bij snelle afkoeling van lava met een watergehalte van maximaal 3-4%. Indien het gehalte aan vluchtige bestanddelen (water, kooldioxide) hoger is ontstaat puimsteen, doordat niet alle vrijkomende gassen  op tijd kunnen wegkomen,  in het afgekoelde gesteente achterblijven en daar als een blaasmiddel werken.
De vorming van vulkanisch glas is in hoge mate afhankelijk van de mate van stroperigheid van de vloeibare lava, die op zijn beurt weer sterk bepaald wordt door het gehalte aan kiezelzuur. Hoe hoger dit gehalte in de lava, des te groter diens viscositeit, en hoe meer polymerisatie er in de lava optreedt. De meeste obsidianen hebben een kiezelzuurgehalte van 70% of meer en worden daarom tot de ryolieten gerekend. Minder vaak worden ook trachitische, andesitische en fonolithische obsidianen aangetroffen die een lager kiezelzuurgehalte hebben.
De kleur van obsidiaan wisselt vrij sterk, afhankelijk van de verontreinigingen die het bevat. De kleur is meest donkergroen tot diepzwart, hoewel graniet met een vergelijkbare samenstelling een lichtgekleurd materiaal is. Meestal zijn bijzonder fijnverdeeld hematiet of magnetiet daar de oorzaak van.
Sneeuwvlokobsidiaan bevat insluitsels van bolvormig gegroeide structuren, meest van veldspaat of cristobaliet, die sferulieten genoemd worden. Zij ontstaan door bolvormige kristalgroei vanuit een enkele centrale groeikern.
Obsidiaan is een metastabiel materiaal dat op de lange duur terugvalt in zijn kristallijne, meer stabiele vorm. Vulkanisch glas is dan ook uit het Paleozoïcum en Precambrium niet bekend.
In de steentijd was obsidiaan een begeerde grondstof omdat het vlijmscherpe snijkanten vormt. Het werd voor messen en wapens gebruikt. Tegenwoordig is het een geliefd materiaal voor kunstvoorwerpen en wordt het ook wel als halfedelsteen in sieraden gebruikt. Het wordt dan geslepen alsof het een kristal is.